# Ernst Friedrich Apelt
Ernst Friedrich Apelt (ur. 3 marca 1812 w Reichenau (obecn. Bogatyna); zm. 27 października 1859 w swoim majątku Oppelsdorf w Oberlausitz) – niemiecki filozof i przedsiębiorca.

## Życiorys
Syn przedsiębiorcy uczęszczał do gimnazjum w Zittau (obecnie Żytawa). Od czasów gimnazjalnych przyjaźni się z Rudolfem Hermannem Lotze (1817–1881).
W 1831 roku podjął studia z filozofii i matematyki pierwotnie u Jakoba Friedrich Friesa w Jenie, a następnie w Lipsku. W Jenie uzyskał zarówno doktorat w 1835 roku, jak i habilitację w 1839, a także został mianowany w 1840 r. profesorem nadzwyczajnym, a od 1856 roku zwyczajnym.
Po śmierci ojca Apelt przejął prowadzenie kopalni węgla brunatnego Friedricha Apelta w Oppelsdorf i zbudował wytwórnie witriolu. Zbudowany przez niego ośrodek stał się zalążkiem późniejszej miejscowości uzdrowiskowej Opolno Zdrój (Bad Oppelsdorf).
Apelt był czołowym przedstawicielem starej szkoły Friesa i po jego śmierci jej głównym reprezentantem.
Główne dzieła Apelta: 
- Die Epochen der Geschichte der Menschheit (Jena 1845–1846, 2 Bde.);
- Johann Keplers astronomische Weltansicht (Leipzig 1849);
- Die Reformation der Sternkunde (Jena 1852);
- Die Theorie der Induktion (Leipzig 1854);
- Metaphysik (Leipzig 1857);
- Religionsphilosophie (hrsg. von Gustav Frank, Leipzig 1860).

Jego dziećmi z małżeństwa z Emilie von Otto (1823–1895) byli:
- Otto Apelt (1845–1932) – filolog i tłumacz Platona;
- Carl Alexander Apelt (1847–1912) – prawnik, którego syn Willibalt Apelt (1877–1965) był saskim ministrem spraw wewnętrznych.